# Água de lastro
Água de lastro é a água do mar e sedimentos em suspensão captada pelo navio para controlar a segurança operacional do navio e sua estabilidade e profundidade de calado. Em geral, essas águas são bombeadas para tanques no interior do navio, transportadas e trocadas periodicamente em diferentes zonas portuárias do planeta.
Contudo estas trocas, associadas ao grande fluxo marítimo internacional, podem causar impactos ambientais nos ecossistemas marinhos e riscos sanitários, como introdução de espécies exóticas de flora e fauna e poluição das águas por agentes patogênicos. 

## Por que os navios utilizamáguade lastro?

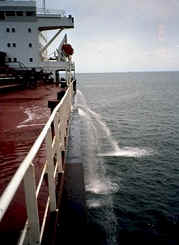
Navio durante descarga de água de lastro

A água de lastro tem por objetivo aumentar ou diminuir o calado do navio durante a navegação para garantir sua segurança operacional. 
Durante a viagem o navio consome combustível. Por isso, ocorre uma diminuição do seu peso bruto que consiste redução do seu calado carregado, permitindo que o leme e parte da hélice fique fora d’água prejudicando a manobrabilidade e governo do navio. 
Além disso, a água de lastro tem por objetivo garantir a estabilidade do navio enquanto navegando e durante o processo de carga e descarga, ou seja, ajuda o navio a se sustentar.
Historicamente, os navios utilizavam lastro sólido, formado por pedras ou metais que garantiam o peso das embarcações. Com a evolução tecnológica do transporte marítimo e substituição dos materiais de construção por aço, o lastro sólido foi substituído por água do mar.

## Impactos ambientais
Apesar da importância da água de lastro para garantir a segurança e facilitar as manobras e propulsão dos navios, estas água são responsáveis também pelo transporte de organismos de diferentes localidades.
Estes organismos  variam de milímetros até peixes de 30 centímetros. Entre as espécies que tem o potencial de serem transportadas estão as anêmonas, cracas, caranguejos, caracóis, mexilhões, ouriços do mar, entre outras.
Quando os organismos estão em estágio larval ou planctônico, se localizam na superfície e podem ser captados pelo navio, se estabelecendo no novo habitat onde as águas são despejadas. Ali, se desenvolvem para o estágio adulto se as condições ambientais forem favoráveis à espécie. 

### Contaminação da água por agentes patogênicos
Agentes agentes patogênicos também foram encontrados na água de lastro, como é o caso da bactéria vibrio colerae, responsável pela doença da cólera.
Na América do Sul, o vibrião que transmite a doença, originário da Ásia, voltou a se manifestar em 1991 por causa de um navio chinês que trouxe água de lastro contaminada e aportou no Peru[carece de fontes?], causando 1,2 milhões de casos e cerca de 12 mil mortes.
Em 1999, a região do Porto de Paranaguá, no Paraná, enfrentou um novo surto de cólera, com a confirmação de 467 casos. 

### Introdução de espécies invasoras
Existem inúmeros registros de bioinvasão por meio da água de lastro no mundo inteiro, com estimativa de transporte diário de 7000 espécies entre diferentes regiões do globo.
Existem algumas invasões de espécies que são históricas tais como: mexilhão-zebra nos Estados Unidos, oriundo da Europa; a alga marinha Undaria na Austrália; e a água-viva filtradora Mnemiopsis leidyi no Mar Negro, nativa dos Estados Unidos. Estas ocorrências resultaram em prejuízos da ordem de US$ 10 milhões e tiveram profundas e largas repercussões ecológicas.[carece de fontes?]
Mais de 40 espécies apareceram nos Grandes Lagos desde 1960; mais de 50 na Baía de São Francisco desde 1970. Nos Estados Unidos, identificou-se o mexilhão Zebra pela primeira vez na década de 1980, que se proliferou pelas águas dos rios rapidamente, causando sérios danos ao ecossistema, sendo este oriundo de água de lastro. [carece de fontes?]

## Espécies invasoras no Brasil

### Mexilhão-dourado

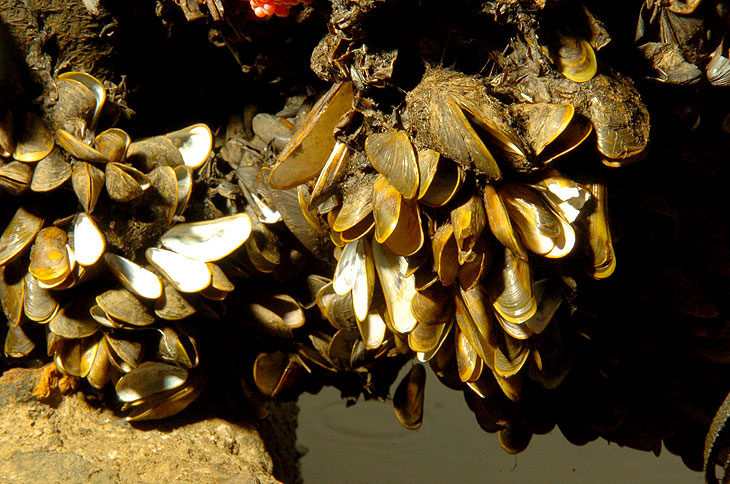
Incrustação de mexilhão-dourado

Já no Brasil, verifica-se que houve a invasão do mexilhão dourado (Limnoperna fortunei), nativo do sul da Ásia e proveniente da água de lastro de navios que atracaram nos portos da Argentina. Apenas recentemente, por razões desconhecidas, vem expandindo sua distribuição em todo o mundo.
Do estuário da Bacia do Prata, ele se expandiu rapidamente para os trechos superiores da Bacia do rio Paraná, invadindo principalmente os grandes rios, numa velocidade de cerca de 240 km por ano. [carece de fontes?]
Em 2001, sua presença foi reportada na Usina de Itaipu e, em 2002, foi encontrado nas usinas hidrelétricas (Porto Primavera e Sérgio Motta) à jusante do Rio Paraná, em São Paulo. A entrada da espécie neste sistema de rios deve ter ocorrido através da intensa navegação e transposição de barcos utilizados na pesca esportiva. Em 2004, esta espécie foi detectada na Usina de Barra Bonita.[carece de fontes?]
O impacto do mexilhão dourado no Brasil tem sido grande e tem causado problemas de saúde pública, entupimento de tubulações, filtros de usinas hidroelétricas e bombas de aspirações de água, degradação das espécies nativas e problemas relacionados com a pesca.[carece de fontes?]

### Coral-sol

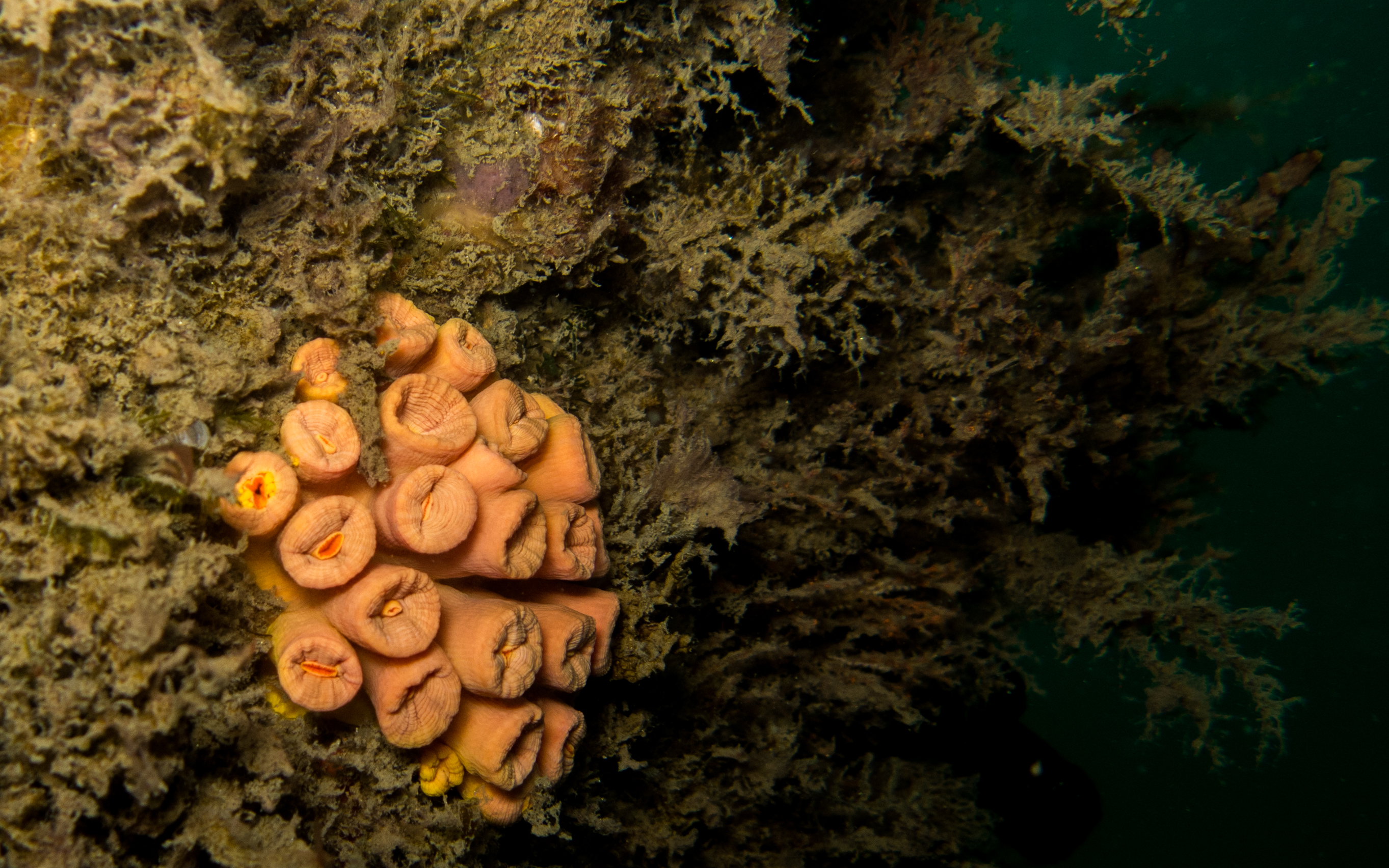
Registro de coral-sol em unidade de preservação ambiental no Brasil

O coral-sol é um animal aquático do gênero Tubastraea. nativo dos oceanos Pacífico e Índico. Crescem em águas rasas, em recifes de coral e costões rochosos tropicais. No Brasil, há o registro de duas espécies no litoral: a T. coccinea (de cor vermelho-alaranjado) e a T. tagusensis (de cor amarela).
Estudos mostram que o coral-sol altera as comunidades bentônicas, reduzindo a abundância de macroalgas. Além disso, domina áreas antes predominantemente ocupadas por espécies endêmicas nos corais brasileiros, como o Mussismilia hispida.